# Athénée royal Jules Destrée
 (janvier 2021).
Si vous disposez d'ouvrages ou d'articles de référence ou si vous connaissez des sites web de qualité traitant du thème abordé ici, merci de compléter l'article en donnant les références utiles à sa vérifiabilité et en les liant à la section « Notes et références ».
Pour les articles homonymes, voir Destrée.
L’Athénée royal Jules Destrée (ARJD) est un athénée de la section de Marcinelle à Charleroi, situé rue des Haies 76.